# Fender Telecaster

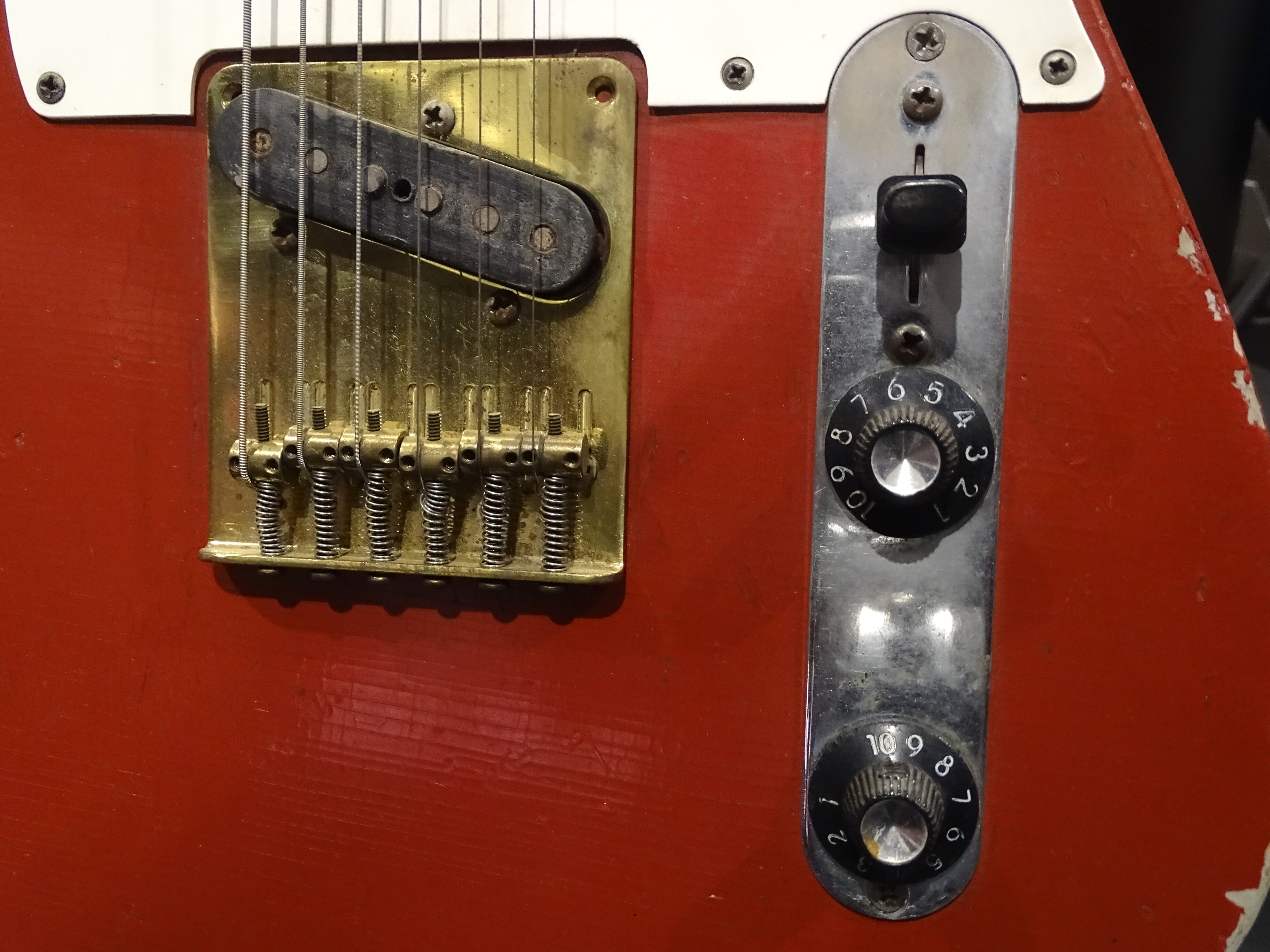
Muddy Waters' 1958 Fender Telecaster (detail)

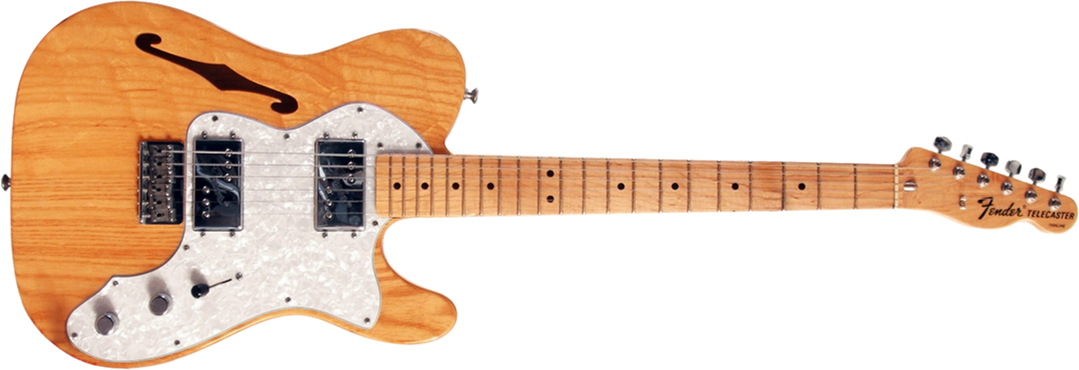
Fender Telecaster Thinline 1972

De Fender Telecaster is een elektrische gitaar, ontworpen door Leo Fender in 1949. Deze gitaar heeft een enkele cut-away onderaan in de body. Kenmerkend voor de Telecaster zijn de twee regelknoppen, een voor geluidssterkte aan de zijde van de hals, en een voor hoge-tonenregeling. Met het op de markt brengen van de Telecaster begon Leo Fender de opmars van de elektrische gitaren met massieve klankkast (solid body) in de populaire muziek en daarmee is deze gitaar een belangrijke factor in de huidige pop- en rockcultuur geworden. Dit model is nu nog steeds een van de succesvolste en meestverkochte gitaren van Fender.

## Geschiedenis
Nadat Leo Fender en zijn compagnon 'Doc' Kauffman eind jaren veertig uiteen waren gegaan, richtte Fender zijn eigen onderneming op en begon met het ontwikkelen van een nieuwe gitaar. In 1950 werd de gitaar geïntroduceerd onder de naam Esquire. Onder andere vanwege het ontbreken van een halsversteviging werd dit eerste model al in 1950 vervangen door de Broadcaster, een gitaar met twee elementen en een halspen (truss-rod) in de hals.
De gitaar had een demontabele hals, een essenhouten body en in tegenstelling tot de gitaren van die tijd zaten alle stemmechanieken aan 1 kant van de kop. De Broadcaster was verder uitgerust met twee enkelspoel-elementen (pickups) en een drie standen keuzeschakelaar voor deze elementen. De brug van de gitaar was verstelbaar door drie schroeven zodat de hoogte en intonatie van de snaren per twee te regelen was. Tot slot had deze eerste Broadcaster een sierplaat over de brug en het Brug-element.
Al snel werd de naam van deze gitaar veranderd in Telecaster omdat Gretsch in die tijd drumstellen maar ook gitaren verkocht met de naam Broadkaster, wat volgens Gretsch te veel verwarring schiep. Als nieuwkomer op de markt paste Leo Fender zich aan en kwam op de proppen met een verwijzing naar het aankomende Televisietijdperk.
De specifieke klank van de gitaar die vaak benoemd wordt als twang wordt onder meer veroorzaakt door de resonantie metalen plaat van het brug-element waarop ook de brug is gemonteerd. Deze stalen plaat neemt de grondtoon van de trillende snaar deels weg. Om de gitaar toch het benodigde volume te geven heeft deze meer windingen in de brugspoel dan bijvoorbeeld de Stratocaster die warmer van klank is. Een ander verschil wordt gemaakt door een metalen plaat die aan de onderzijde van het brugelement zit. Deze vervormt het magnetisch veld waardoor een klank met een andere frequentiepiek met meer nadruk op het mid-hoog ontstaat. Net als de Stratocaster deed ook de Telecaster mee aan een trent waarbij de elementen tussen pakweg 1954 en 1969 ieder jaar wat meer windingen kregen en daardoor krachtiger werden. De tonale focus werd daardoor verlegd van het sprankelend hoog naar krachtiger middentonen. Ook veranderde Fender zijn houtkeuzes rond 1959. De feller klinkende essenhouten body werd vervangen door een van het warmer klinkende elzenhout. Ook werd de toets niet langer net als de rest van de hals van esdoorn gemaakt maar werd er een palissander toets op de hals geplakt. De reden hiervoor was esthetisch. Als esdoorn toetsen slijten dan komen er grijzige vlekken op het geelachtige hout. Bij het veel donkerder gekleurde palissander is die slijtage nauwelijks zichtbaar. Palissander bleek wel zijn eigen iets donkerder klankkleur te hebben. Telecasters uit de jaren 1960 klinken over het algemeen iets warmer en iets minder twangy. Vanaf 1966 werden er ook weer esdoorn toetsen gebruikt. Tussen 1966 en 69 werden die net als de pallisander toetsen op de hals gelijmd. Deze zijn gemakkelijk te herkennen door het ontbreken van een skunk stripe in de achterzijde van de hals, omdat de halspen van voren in de hals werd geplaats. Later werden ze weer op de oude manier uit het zelfde stuk hout als de rest van de hals gemaakt.
Esquires, Broadcaster en Telecasters die nog voor de overname van Fender door CBS zijn gemaakt zijn verzamelobjecten die vele malen duurder zijn dan nieuwe exemplaren van de Telecaster. Na de overname door CBS werden wijzigingen in materiaalkeuze en productiewijze van Fender producten doorgevoerd die veelal niet alleen op de productiekosten bespaarde maar ook op de kwaliteit van de instrumenten beknibbelde.

## Typen Telecaster
Buiten de standaard jaren 50 en jaren 60 modellen en daarop voortbodurende uitvoeringen, waren en zijn er ook sterker afwijkende varianten. Veel varianten zijn na het staken van de productie later weer als reproductie dan wel met modernere eigenschappen weer in productie genomen.
| Type                                                           | Jaar                        | Kenmerken |
| -------------------------------------------------------------- | --------------------------- | --- |
| Broadcaster                                                    | 1950                        | Originele model, heeft 2 pickups |
| Esquire                                                        | 1954                        | Heeft meestal slechts 1 pickup (bij de brug) De zeldzamer Double Esquire heeft net als de normale Telecaster twee elementen maar heeft een ander circuit voor de volume- en toneknoppen en elementkeuzeschakelaar-                                                                                               |
| Custom Telecaster                                              | 1959 - 1972 (originele run) | Luxe afgewerkte body met binding voor en achter |
| Telecaster Thinline                                            | 1969                        | Semi-akoestisch en een essenhouten body |
| Telecaster Thinline 1972                                       | 1972                        | Semi-akoestisch en een essenhouten body met 2 wide range humbuckers |
| Telecaster Custom (niet te verwarren met de Custom Telecaster) | 1972 - 1981 (originele run) | Heeft 1 single coil pickup en 1 wide range humbucker en bovendien een verstelbare hals |
| Telecaster Deluxe                                              | 1972                        | Heeft 2 wide range humbuckers en een grotere kop zoals ook op de Stratocasters uit die periode is werd gebruikt. |
| Telecaster Nashville                                           | 1972                        | Heeft 3 single coil pickups |
| Cabronita Telecaster                                           | 2009                        | Heeft twee TV Jones Filter'Tron-elementen (dubbelspoelselementen met een betrekkelijk lage output), geen tone-knop en een hardtail brug zonder brugplaat. Zowel massief als in thinline uitgevoerd, er zijn ook varianten uitgevoerd met een traditionele telecaster-brug en een enkelspoelselement bij de brug. |
| Telecaster Blacktop                                            | 2010                        | Heeft 2 PAF-stijl humbuckers en is een modernere uitgave, meer gericht op de zwaardere muziekstijlen. |
| Telecaster Baritone Blacktop                                   | 2012                        | Heeft 2 humbuckers en is de bariton-versie van de gewone Telecaster Blacktop. |

## Geluid
De Telecaster is een gitaar die vooral gebruikt wordt voor lichtere genres, zoals blues en country, maar ook voor rock- en popmuziek is deze gitaar geliefd vanwege de heldere, sprankelende geluiden. Jazzgitaristen zoals Joe Pass, Ed Bickert en Bill Frisell waarderen het instrument om de warme, heldere tonen en de goede bespeelbaarheid. Kenmerkend voor deze gitaar zijn de klanken die geproduceerd worden door het brug-element (ook wel karakteriserend 'twang' genoemd) en de massieve body die zorgt voor extra sustain.

## Telecaster-artiesten
De Telecaster is in veel verschillende muziekstijlen een veel gebruikt instrument. Enkele gitaristen (Signature Players) hebben van die sound en de eigen speelstijl een handelsmerk gemaakt. De aan hun wensen aangepaste Artist Series Telecasters dragen hun namen en worden in kleine, dure luxeseries gemaakt.
Enkele Telecaster-gitaristen zijn:

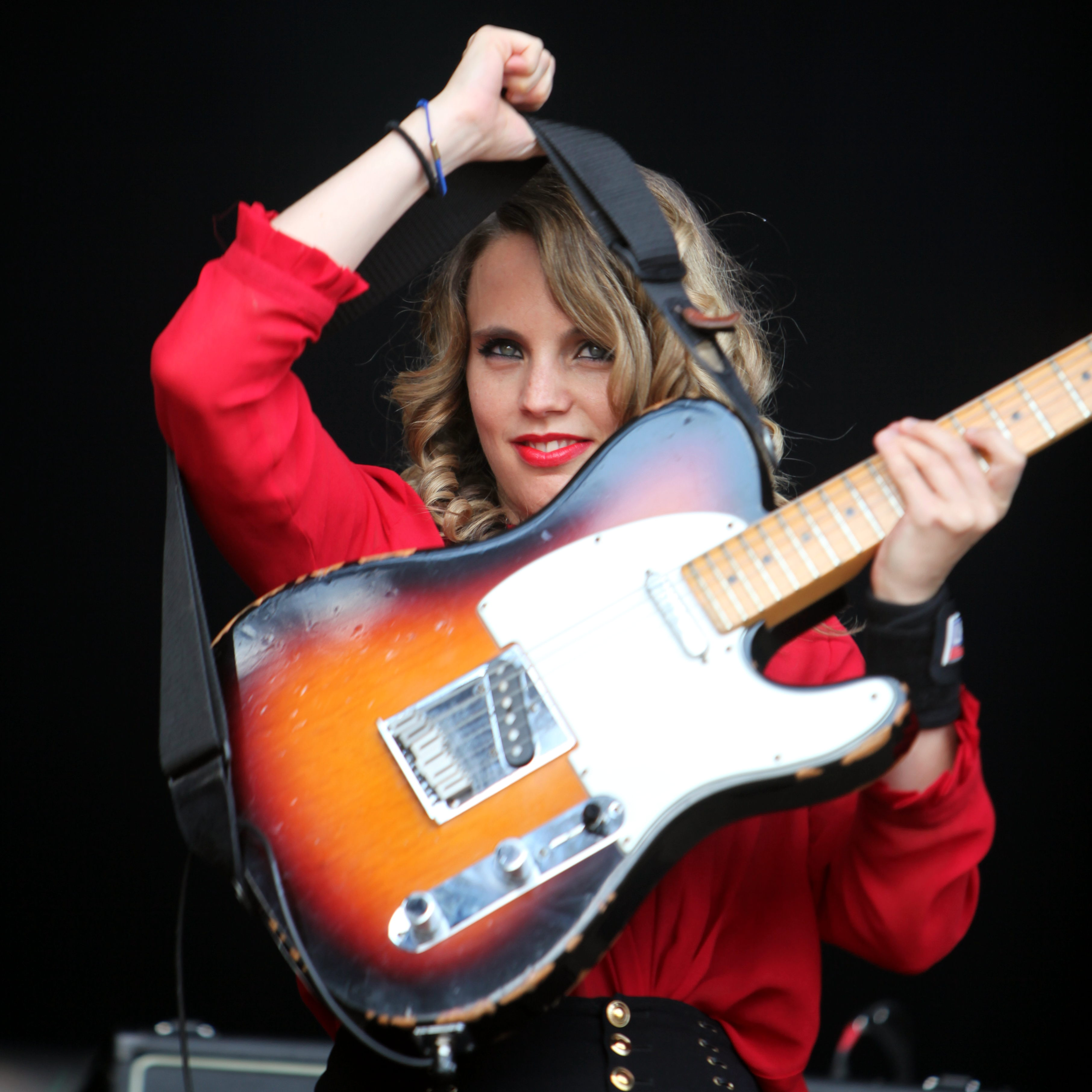
Anna Calvi met Telecaster

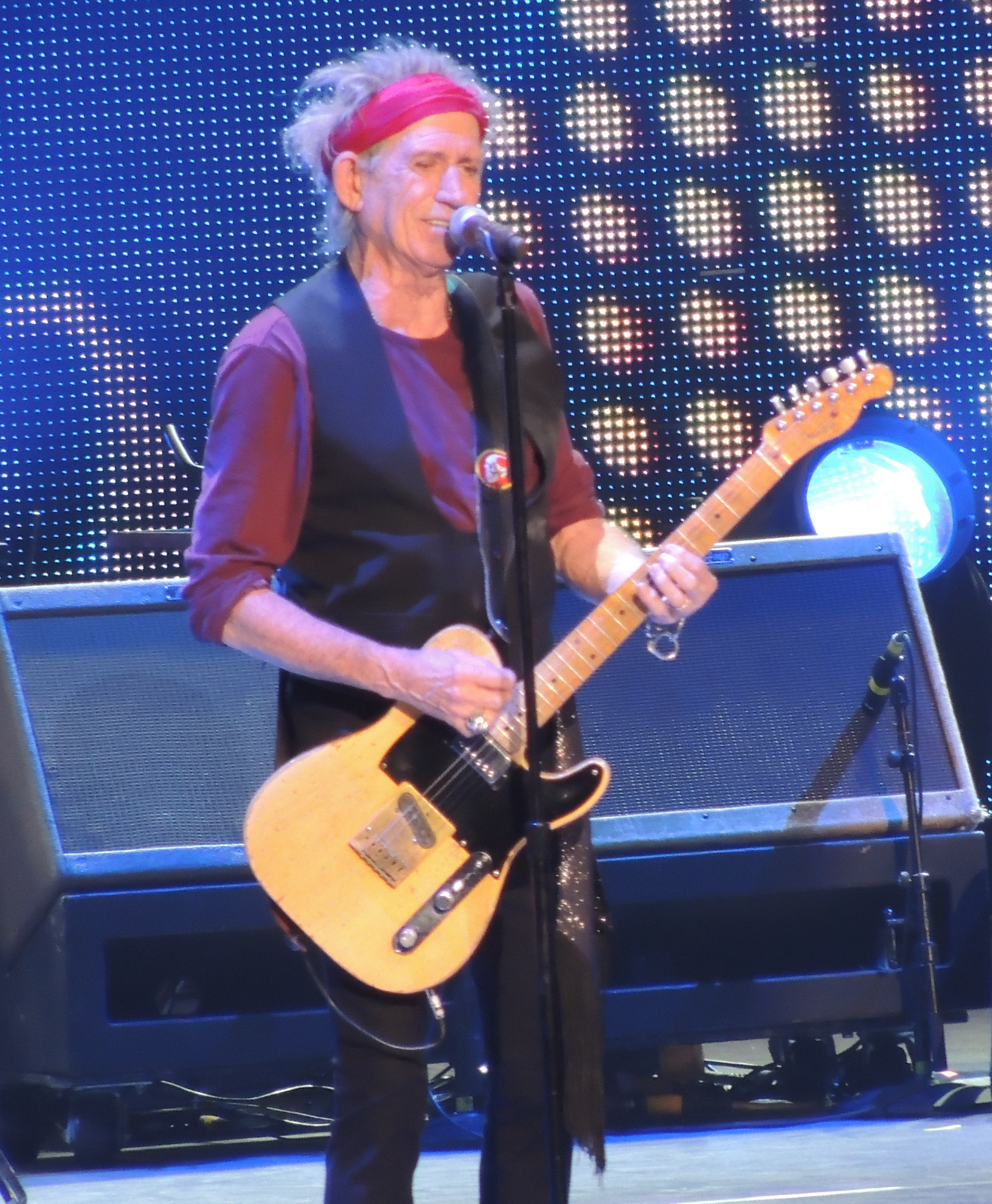
Keith Richards met Telecaster

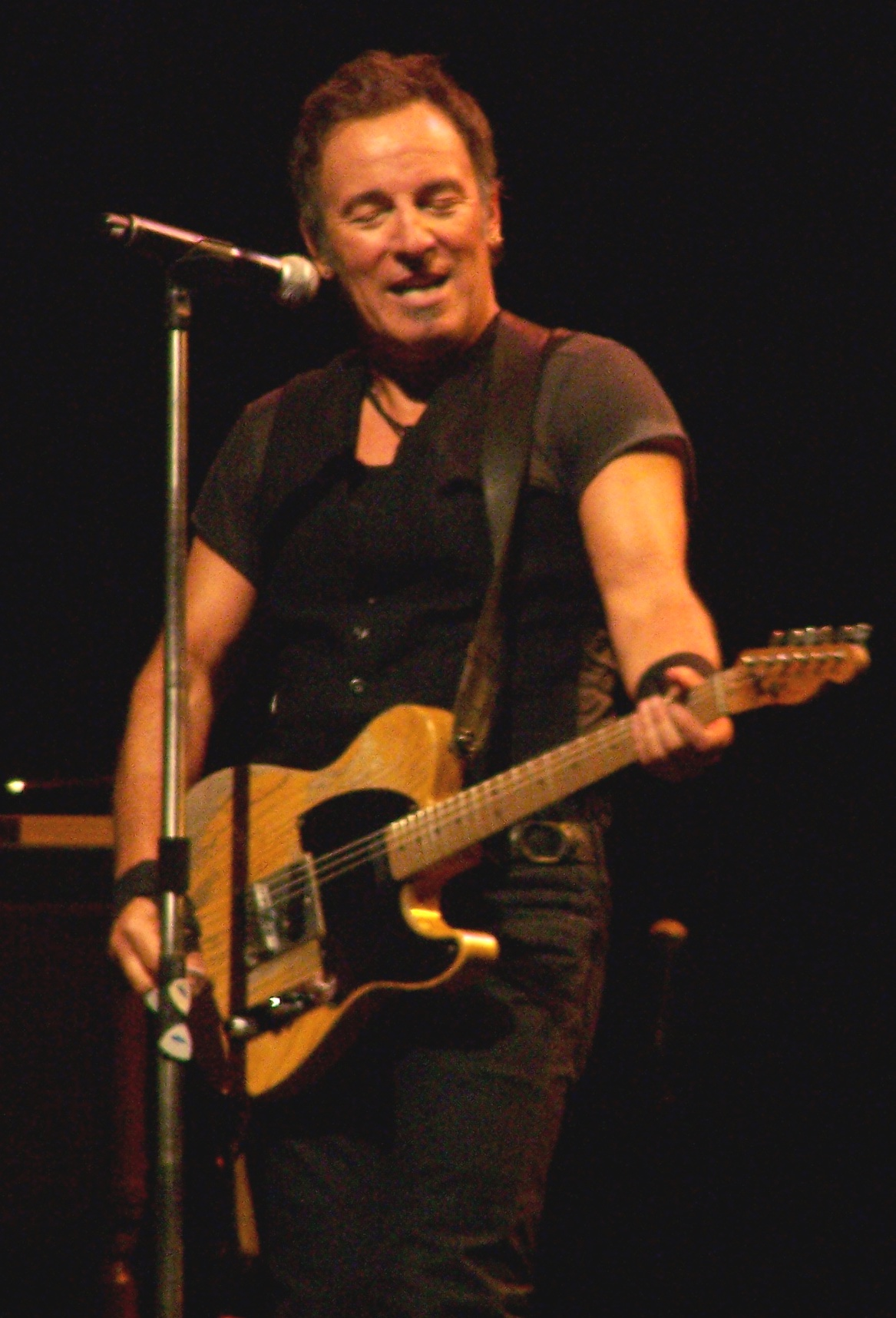
Bruce Springsteen met Telecaster

- Jim Adkins (Jimmy Eat World) - Signature Player
- Syd Barrett (Pink Floyd)
- Jeff Beck (gebruikte een verbouwde Esquier bij The Yardbirds en zijn eigen band)
- Michael Bloomfield
- Stuart Braithwaite (Mogwai)
- Roy Buchanan (King of the Telecaster)
- Jon Buckland (Coldplay)
- Jon Herington {Steely Dan en The Dukes of September)
- Jeff Buckley
- James Burton - Signature Player
- Anna Calvi
- Albert Collins
- Jamie Cook (Arctic Monkeys)
- Hugh Cornwell (The Stranglers)
- Graham Coxon (Blur)
- Steve Cropper (o.a. Booker T. & the M.G.'s en Blues Brothers Band)
- Sheryl Crow
- Bob Dylan
- Danny Gatton
- Jonny Greenwood (Radiohead)
- Merle Haggard
- George Harrison (laatste periode The Beatles en daarna)
- Chrissie Hynde (The Pretenders)
- Waylon Jennings
- Albert Lee
- Johan Lindström (Tonbruket}
- Russell Lissack (Bloc Party)
- Ziggy Marley
- Johnny Marr (The Smiths)
- Dave Mason
- Tom Morello (Rage Against the Machine en Audioslave)
- Mike Oldfield
- Jimmy Page (o.a. The Yardbirds en Led Zeppelin)
- Rick Parfitt (Status Quo)
- Luther Perkins (The Tennessee Two / Three)
- Prince (speelde op een Hohner MadCat; een op een telecaster lijkend instrument met twee stratocasterstijl elementen)
- Mick Ralphs (Bad Company)
- Keith Richards (The Rolling Stones)
- Robbie Robertson (The Band)
- Jim Root (Slipknot) - Signature Player
- Francis Rossi (Status Quo)
- Chris Shiflett (Foo Fighters)
- G.E. Smith (Hall & Oates, SNL Band) - Signature Player
- Bruce Springsteen
- Joe Strummer (The Clash) - Signature Player
- Andy Summers (The Police)
- Eddie Vedder (Pearl Jam)
- Muddy Waters - Signature Player
- Jim Weider (The Band na 1985)
- Deryck Whibley (Sum 41)
- John 5 (Marilyn Manson) - Signature Player